# 江界強制収容所
江界強制収容所（カンゲきょうせいしゅうようじょ）は、朝鮮民主主義人民共和国慈江道江界市に所在する「再教育」のための強制収容所。

## 概要
正式名称は、第7号教化所（だい7ごうきょうかじょ）。その囚人数と活動実態は不明である。